# Filtre k constant

Diagrama que mostra les definicions dels termes d'impedància del filtre d'imatge.

Els filtres k constants, també filtres de tipus k, són un tipus de filtre electrònic dissenyat mitjançant el mètode d'imatge. Són els filtres originals i més senzills produïts per aquesta metodologia i consisteixen en una xarxa d'escales de seccions idèntiques de components passius. Històricament, són els primers filtres que podrien apropar-se a la resposta de freqüència del filtre ideal dins de qualsevol límit prescrit amb l'addició d'un nombre suficient de seccions. Tanmateix, poques vegades es consideren per a un disseny modern, ja que els principis que hi ha darrere han estat substituïts per altres metodologies que són més precises en la seva predicció de la resposta del filtre.

## Història
Els filtres k constants van ser inventats per George Campbell. Va publicar el seu treball el 1922, però havia inventat clarament els filtres un temps abans, ja que el seu col·lega d'AT&T Co, Otto Zobel, ja estava fent millores en el disseny en aquest moment. Els filtres de Campbell eren molt superiors als circuits d'un sol element més simples que s'havien utilitzat anteriorment. Campbell va anomenar els seus filtres filtres d'ones elèctriques, però aquest terme després va passar a significar qualsevol filtre que passa ones d'unes freqüències però no d'altres. Moltes noves formes de filtre d'ona es van inventar posteriorment; una variació primerenca (i important) va ser el filtre derivat m de Zobel que va encunyar el terme constant k per al filtre de Campbell per tal de distingir-los.

## Terminologia
Alguns dels termes d'impedància i termes de secció utilitzats en aquest article es mostren al diagrama següent. La teoria de la imatge defineix les quantitats en termes d'una cascada infinita de seccions de dos ports i, en el cas dels filtres que es discuteixen, una xarxa d'escales infinites de seccions L. Aquí "L" no s'ha de confondre amb la inductància L (topologia del filtre electrònic), "L" es refereix a la forma específica del filtre que s'assembla a la lletra "L" invertida.
Les seccions de l'hipotètic filtre infinit estan fetes d'elements en sèrie amb una impedància 2Z i elements de derivació amb admetància 2Y. El factor de dos s'introdueix per comoditat matemàtica, ja que s'acostuma a treballar en termes de mitges seccions on desapareix. La impedància d'imatge del port d'entrada i sortida d'una secció generalment no serà la mateixa. Tanmateix, per a una secció de sèrie mitjana (és a dir, una secció des de la meitat d'un element de la sèrie fins a la meitat del següent element de la sèrie) tindrà la mateixa impedància d'imatge als dos ports a causa de la simetria. Aquesta impedància d'imatge s'anomena ZiT a causa de la topologia "T" d'una secció de sèrie mitjana. De la mateixa manera, la impedància d'imatge d'una secció de derivació mitjana s'anomena Z iΠ a causa de la topologia "Π". La meitat d'aquesta secció "T" o "Π" s'anomena mitja secció, que també és una secció L però amb la meitat dels valors dels elements de la secció L completa. La impedància de la imatge de la mitja secció és diferent als ports d'entrada i de sortida: al costat que presenta l'element de sèrie és igual a la sèrie mitjana ZiT, però al costat que presenta l'element de derivació és igual a l'element de la sèrie mitjana. derivació Zi. Per tant, hi ha dues maneres variants d'utilitzar una mitja secció.